# Elezioni parlamentari a Cuba del 1938
Le elezioni parlamentari a Cuba del 1938 si tennero il 5 marzo per eleggere la metà dei parlamentari del Senato e della Camera dei Rappresentanti. Il Partito Liberale Autonomista ottenne la maggioranza relativa, con 25 seggi su 83. L'affluenza fu del 44,2%.

## Risultati
| Liste                              | Voti | %     | Seggi |
| ---------------------------------- | ---- | ----- | ----- |
| Partito Liberale Autonomista       |      | 30,12 | 25    |
| Associazione Nazionale Democratica |      | 28,92 | 24    |
| Unione Nazionalista                |      | 26,51 | 22    |
| Partito Socialdemocratico          |      | 7,23  | 6     |
| Partito Popolare Cubano            |      | 4,82  | 4     |
| Partito Unionista Cubano           |      | 2,40  | 2     |
| Totale                             |      | 100   | 83    |